# Harleys in Hawaii
Harleys in Hawaii ist ein Lied der US-amerikanischen Sängerin Katy Perry. Es wurde am 16. Oktober 2019 von Capitol Records als Single veröffentlicht, zusammen mit dem dazugehörigen Musikvideo. Im Folgejahr erschien das Lied als Teil von Perrys sechstem Studioalbum Smile.

## Hintergrund
Das Lied wurde von der Interpretin selbst, zusammen mit den Koautoren Johan Carlsson, Jacob Hindlin und Charlie Puth, getextet beziehungsweise komponiert.
Harleys in Hawaii is a Tropical, Pop, Trap, Reggae und R&B Song, der Perrys Gefühle beschreibt, während sie mit ihrem Liebhaber auf Hawaii Harley-Davidson-Motorräder fährt.

## Musikvideo
Perry drehte im Juli 2019 auf Hawaii ein Musikvideo zu dem Song. Das Video wurde vom katalanischen Videoproduzenten Canada produziert und von Pau Lopez, Gerardo del Hierro und Tomas Pena unter dem Namen Manson gedreht und zusammen mit dem Song am 16. Oktober 2019 veröffentlicht.

## Rezensionen
Mark Gardiner von der The New York Times wies auf den Marketingwert des Liedes für das Unternehmen Harley-Davidson hin. Er sagte, dass Harleys in Hawaii ausgiebig von einer Bevölkerungsgruppe gesehen wurde, „die der Motorradhersteller nur schwer erreichen konnte“. Nach Angaben von Business Insider wird der Wert der Werbung für Harley-Davidson auf über 40 Millionen Dollar geschätzt.

## Kommerzieller Erfolg

### Chartplatzierungen
Harleys in Hawaii avancierte zum Charthit in einigen Ländern. Die Single erreichte unter anderem Rang 45 in Großbritannien oder auch Rang 72 in der Schweiz. In Deutschland verfehlte das Lied die offiziellen Singlecharts, erreichte jedoch Rang 20 der Single-Trend-Charts am 24. September 2021.
| ChartsChartplatzierungen     | Höchstplatzierung | Wochen |
| ---------------------------- | ----------------- | ------ |
| Schweiz (IFPI)               | 72 (1 Wo.)        | 1      |
| Vereinigtes Königreich (OCC) | 45 (4 Wo.)        | 4      |

### Auszeichnungen für Musikverkäufe
| Land/Region                  | Auszeichnungen für Musikverkäufe (Land/Region, Auszeichnung, Verkäufe) | Verkäufe  |
| ---------------------------- | ---------------------------------------------------------------------- | --------- |
| Australien (ARIA)            | Platin                                                                 | 70.000    |
| Brasilien (PMB)              | Diamant                                                                | 160.000   |
| Frankreich (SNEP)            | Gold                                                                   | 100.000   |
| Kanada (MC)                  | Platin                                                                 | 80.000    |
| Mexiko (AMPROFON)            | Gold                                                                   | 30.000    |
| Norwegen (IFPI)              | Gold                                                                   | 30.000    |
| Polen (ZPAV)                 | Platin                                                                 | 50.000    |
| Vereinigte Staaten (RIAA)    | Gold                                                                   | 500.000   |
| Vereinigtes Königreich (BPI) | Silber                                                                 | 200.000   |
| Insgesamt                    | 1× Silber · 4× Gold · 3× Platin · 1× Diamant ·                         | 1.220.000 |

Hauptartikel: Katy Perry/Auszeichnungen für Musikverkäufe